# Gérard Pontais
Gérard Armand Jean François Marie Pontais (Dives-sur-Mer, 17 dicembre 1928 – Caen, 21 agosto 2024) è stato un cestista francese.

## Carriera
Con la Francia disputò i Campionati europei del 1955.